# Сотомайор Луис Мартинес де Ирухо-и-Артаскоса
Луис Мартинес де Ирухо-и-Артаскос (исп. Luis Martínez de Irujo y Artázcoz; 17 ноября 1919, Мадрид — 6 сентября 1972, Хьюстон) — испанский дворянин, промышленный инженер и юрист. Первый муж Каэтаны Фитц-Джеймс Стюарт, 18-й герцогини Альба и, следовательно, герцог-консорт Альба.

## Биография
Родился 17 ноября 1919 года в Мадриде. Шестой сын Педро Мартинеса де Ирухо-и-Каро (1882—1957), 9-го герцога Сотомайора и 5-го маркиза Каса-Ирухо, и его жены Аны Марии де Артаскос-и-Лабайен (1892—1930), придворной дамы королевы Виктории Евгении Испанской.
Он учился в Королевском колледже высших исследований Марии Кристины. Воевал в Гражданскую войну на стороне повстанцев. Когда ему было 27 лет, 12 октября 1947 года, он прославился, когда Хакобо Фитц-Джеймс Стюарт-и-Фалько, 17-й герцог Альба, выбрал его для женитьбы на Каэтане Фитц-Джеймс Стюарт, герцогине Монторо и наследнице герцогства в соборе Севильи. Через год родился первый ребенок пары, Карлос. У него было еще пятеро детей: Альфонсо (р. 1950 г.), Хакобо (р. 1954 г.), Фернандо (р. 1959 г.), Луис Каэтано (р. 1963 г.) и Евгения (р. 1968 г.).
Свою деятельность он развил в политической сфере, будучи советником королевства, придворным прокурором и советником народного просвещения. Он также был частью мира финансов, работая директором Банка Испании. Его любовь к искусству и его работа в качестве мецената похвалили его как директора Королевской академии изящных искусств Сан-Фернандо в 1967 году, учреждения, в которое он поступил в 1962 году. Его инаугурационная речь в качестве директора была озаглавлена "Битва при Мюльберге в настенной росписи Альба-де-Тормес ". Луи был родственником Конде де Мьера, и оба были «братскими друзьями» Федерико Сильвы, согласно его политическим мемуарам.
Он был рыцарем Real Maestranza de Zaragoza, а также советником военных орденов и членом столичного двора. Кроме того, с 1964 года он был членом Королевского совета попечителей музея Прадо.
Он был президентом Испанской ассоциации друзей замков и входил в состав Королевской каталонской академии изящных искусств Сан-Жорди. Он также был генеральным казначеем Cáritas Española с 1960 года.
В 1953 году, после смерти своего тестя, он стал герцогом-консортом Альбы и начал брать на себя управление делами, связанными с домом. Он занимал должность главы Дома Её Величества королевы Испании Виктории Евгении в течение многих лет, вплоть до ее смерти в швейцарском изгнании. Герцог был тем, кто в январе 1969 года отрицал подлинность Жемчужины Пилигрина. У него начались проблемы со здоровьем, а позже у него диагностировали лейкемию. Вместе со своим сыном Карлосом он отправился в Хьюстон, где поступил в центр, специализирующийся на его недуге, в клинику Андерсона. Однако, несмотря на полученное лечение, он скончался 6 сентября 1972 года в Хьюстоне.
В том же году после его смерти он был назначен президентом Института Испании, хотя и не вступил в должность.
Похоронен в монастыре Непорочного Зачатия, в фамильном склепе дома де Альба.

## Луис Мартинес де Ирухо в популярной культуре
В сериале Telecinco La Duquesa его роль исполнил актер Роберто Энрикес.

## Биография
- El peso del nombre. Escrita por José Miguel Hernández Barral. 7 de septiembre de 2022.7 ISBN 9788413844329

## Почетные награды

### Испанские награды
- Рыцарь Real Maestranza de Cavalry Сарагосы
- Крест за военные заслуги (с красным знаком).
- Медаль кампании 1936—1939 гг
- Кавалер Большого креста ордена Изабеллы Католической (01.05.1967)
- Памятная медаль к 4-му столетию битвы при Лепанто (11.02.1971)
- Кавалер Большого креста Гражданского ордена Альфонсо X Мудрого (01.04.1972).

### Иностранные награды
- Кавалер Большого Креста Правосудия Святого Константиновского Военного Ордена Святого Георгия (Бурбон-Сицилийский дом, 1961).
- Кавалер Большого креста ордена Феникса (Королевство Греция) (13.05.1962).